# Laurêncio (conde)
Laurêncio (em latim: Laurentius) foi um conde do século VII, de possível origem visigótica, que habitou a cidade de Toleto (atual Toledo), no Reino Visigótico. Sabe-se que era proprietário de uma grande biblioteca na cidade e que em certa ocasião Bráulio de Saragoça solicitou que o bispo Emiliano de Cogolla procurasse ali um livro, entretanto Emiliano respondeu que o livro não podia ser encontrado.